# Пајлот Појнт (Тексас)
Пајлот Појнт (енгл. Pilot Point) град је у америчкој савезној држави Тексас. По попису становништва из 2010. у њему је живело 3.856 становника.

## Демографија
Према попису становништва из 2010. у граду је живело 3.856 становника, што је 318 (9,0%) становника више него 2000. године.
| Група             | 2000.         | 2010.         |
| Белци             | 2.760 (78,0%) | 2.527 (65,5%) |
| Афроамериканци    | 164 (4,6%)    | 146 (3,8%)    |
| Азијати           | 6 (0,2%)      | 12 (0,3%)     |
| Хиспаноамериканци | 528 (14,9%)   | 1.088 (28,2%) |
| Укупно            | 3.538         | 3.856         |